# Bedford Heights
Pour les articles homonymes, voir Bedford.
Bedford Heights est une ville située dans le comté de Cuyahoga, dans l'État de l'Ohio, aux États-Unis. Elle se trouve dans la banlieue de Cleveland.
Sa population était estimée à 10 750 habitants lors du recensement de 2010.

## Histoire
La région de Bedford faisait partie de l'ancienne Réserve de l'Ouest du Connecticut. Une compagnie du Connecticut a acheté le terrain en 1795.
Le premier colon, Nobles Elijah, s'installe à l'ouest de la zone en 1813.
D'autres colons ont rapidement suivi. Benjamin Fitch est venu arrivé après l'indépendance en 1815. La famille Taylor a fondé la Société Taylor. Daniel Benoît est arrivé en 1821 et est devenu le premier colon permanent de Bedford. Il fut l'un des premiers administrateurs de la commune et possédait une scierie et un moulin à laine et a nommé le nom de la ville Bedford par rapport à sa ville natale, Bedford de New York.
Le canton de Bedford a été créé le 7 avril 1823. En 1830, Ezéchias Dunham a construit la maison Dunham Ezéchias, qui reste comme un monument historique ouvert au public. Le 15 mars 1837, Bedford été constituée comme ville.
La zone au début Bedford était essentiellement agricole avec de nombreuses fermes laitières. Les années 1900 ont vu la grande industrie, comme McMyler Interstate et Best Foundry.